# Nokomis
Nokomis es un lugar designado por el censo ubicado en el condado de Sarasota en el estado estadounidense de Florida. En el Censo de 2010 tenía una población de 3.167 habitantes y una densidad poblacional de 635,54 personas por km².

## Geografía
Nokomis se encuentra ubicado en las coordenadas 27°7′20″N 82°26′8″O / 27.12222, -82.43556. Según la Oficina del Censo de los Estados Unidos, Nokomis tiene una superficie total de 4.98 km², de la cual 4.2 km² corresponden a tierra firme y (15.64%) 0.78 km² es agua.

## Demografía
Según el censo de 2010, había 3.167 personas residiendo en Nokomis. La densidad de población era de 635,54 hab./km². De los 3.167 habitantes, Nokomis estaba compuesto por el 95.9% blancos, el 0.85% eran afroamericanos, el 0.28% eran amerindios, el 1.17% eran asiáticos, el 0.03% eran isleños del Pacífico, el 0.92% eran de otras razas y el 0.85% pertenecían a dos o más razas. Del total de la población el 4.39% eran hispanos o latinos de cualquier raza.